# جان دي بارديل
جان دي بارديل هو مبارز بالسيف سويسري، مثّل بلاده في الألعاب الأولمبية الصيفية 1928.

## روابط رياضية
جان دي بارديل على موقع أوليمبيديا (الإنجليزية)